# Lubieniów
Lubieniów (niem. Liebenow) – wieś sołecka w Polsce położona w województwie zachodniopomorskim, w powiecie choszczeńskim, w gminie Recz. W latach 1975–1998 miejscowość administracyjnie należała do województwa gorzowskiego. W roku 2007 wieś liczyła 454 mieszkańców. 
Kolonie wchodzące w skład sołectwa: Lestnica, Witosław.
Gajówka wchodząca w skład sołectwa: Rybnica.

## Geografia
Wieś leży ok. 6,5 km na południowy wschód od Recza, między Reczem a Kiełpinem.

## Historia
Wieś o metryce średniowiecznej, założona na prawie polskim położona była przy tzw. trakcie reckim. W 1284 r. ziemie Lubieniowa zostały podzielone między dwie rodziny: Wedlów i Kiebenowów. W 1350 r. po śmierci Otto v. Liebenow dobra przeszły – drogą koligacji rodzinnych – na Güntersbergów. W czasie wojny z Zakonem Krzyżackim wieś została zniszczona w 1410 r. (po bitwie grunwaldzkiej) przez wojska polskie. W połowie XVI wieku współwłaścicielami wsi byli: Joachim von Güntersberg, który w 1552 r. wykupił 6 łanów, Joachim i Asmus von Beneckendorf z Wardynia oraz ród von Golz. W latach 1715–1718 właścicielem Lubieniowa był Hans Ernst v. Goltz, następnie Adam Friedrich v. Wreech z Kiełpina. W 1774 r. do szkoły uczęszczało 45 dzieci w związku z obowiązkiem szkolnym obowiązującym od XVIII wieku w państwie pruskim. Od 1788 r. majątek należał do rodziny von Stülpnagel a już w 1817 r. stał się własnością rodziny von Albedyl. Od tego momentu datuje się budowa zespołu folwarcznego: pomiędzy 1817 a 1851 r. wybudowano pałac i część budynków gospodarczych. W 1851 r. majątek sprzedano Albertowi Kreisch i to za rządów tej rodziny uzyskał on ostateczny kształt. W rękach von Kreichów dobra pozostawały do 1945 r. Po 1945 r. majątek stanowił własność Państwowych Nieruchomości Ziemskich, a od 1949 r. w ramach miejscowego Państwowego Gospodarstwa Rolnego. Po ich rozwiązaniu w zasobach Agencji Własności Rolnej Skarbu Państwa. Obecnie w rękach prywatnych.

## Zabytki
Do wojewódzkiego rejestru zabytków wpisany jest:
- kościół pw. św. Józefa z XIV wieku i XIX wieku, odbudowany w 1977 r.; kościół filialny, rzymskokatolicki należący do parafii pw. Świętej Trójcy w Suliszewie, dekanatu Drawno, archidiecezji szczecińsko-kamieńskiej, metropolii szczecińsko-kamieńskiej. Na wieży kościoła znajduje się dzwon z 1567 roku wykonany przez stargardzkiego ludwisarza Joachima Karstede[6].

## Edukacja
We wsi znajduje się Szkoła Podstawowa im. Jana Pawła II.